# Khloé Kardashian
Khloé Alexandra Kardashian, född 27 juni 1984 i Los Angeles i Kalifornien, är en amerikansk TV-personlighet och modell. Hon är mest känd för sin medverkan i realityserierna Familjen Kardashian och Kourtney and Khloé Take Miami. Hon har även lett egna programserien Revenge body with Khloé Kardashian som visades i tre säsonger.
Hon är dotter till Kris Jenner och Robert Kardashian. Hon är syster till Kourtney, Kim och Rob Kardashian och halvsyster till Kendall och Kylie Jenner. Hon har även styvsyskonen Burton (Burt), Cassandra, Jasmine, Brandon och Brody. Khloés biologiska pappa, Robert Kardashian, gick bort 2003 i cancer.   
Den 27 september 2009 gifte sig hon med basketspelaren Lamar Odom. Den 13 december 2013 skickade Kardashian in en skilsmässoansökan. Skilsmässan gick igenom 2016. Under 2016 inledde hon en relation med basketspelaren Tristan Thompson och den 12 april 2018 föddes parets dotter. År 2022 föddes deras andra barn, via surrogat. Relationen var vid det laget redan över

## Affärsverksamhet
Khloé äger tillsammans med sina systrar klädbutikskedjan D-A-S-H som har affärer i Los Angeles, Miami och New York. De har även en butik i Las Vegas som är en souvenirbutik som heter Kardashian Kahos. Tillsammans med sin exman Lamar Odom har hon också lanserat en egen parfym "Unbreakable". Khloé och hennes systrar, Kim och Kourtney, har tillsammans ett klädmärke som heter Kardashian Kollection. De har även ett klädmärke för barn, Kardashian Kids.